# ده ساجر (غوغر)
ده ساجر (بالفارسية: ده ساجر) هي قرية تقع في إيران في قسم غوغر الريفي. يقدر عدد سكانها بـ 138 نسمة بحسب إحصاء 2016.